# 인버네스 공항

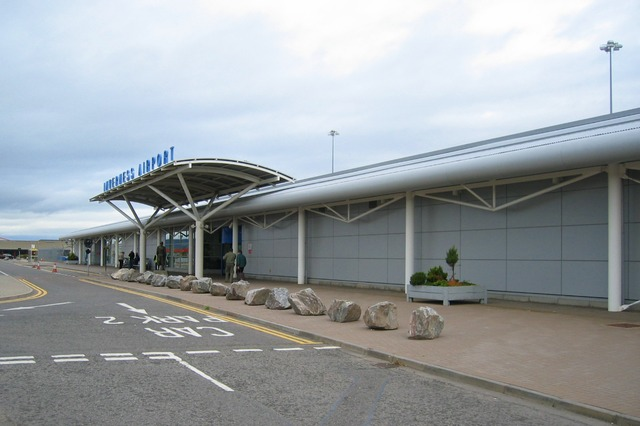

인버네스 공항(Inverness Airport, Port-adhair Inbhir Nis, IATA: INV, ICAO: EGPE)은 스코틀랜드 인버네스시로부터 북동쪽으로 13킬로미터 떨어진 달크로스에 위치한 국제공항이다. HIAL(Highlands and Islands Airports Limited) 소유이다. 946,391명의 승객이 2019년 공항을 빠져나갔다.